# Cheshire (Massachusetts)
Cheshire és una població dels Estats Units a l'estat de Massachusetts. Segons el cens del 2000 tenia 3.401 habitants.

## Demografia
Segons el cens del 2000, Cheshire tenia 3.401 habitants, 1.367 habitatges, i 985 famílies. La densitat de població era de 48,7 habitants per km².
Dels 1.367 habitatges en un 30,5% hi vivien nens de menys de 18 anys, en un 59,8% hi vivien parelles casades, en un 8,4% dones solteres, i en un 27,9% no eren unitats familiars. En el 23,1% dels habitatges hi vivien persones soles el 8,5% de les quals corresponia a persones de 65 anys o més que vivien soles. El nombre mitjà de persones vivint en cada habitatge era de 2,49 i el nombre mitjà de persones que vivien en cada família era de 2,92.
Per edats la població es repartia de la següent manera: un 23,4% tenia menys de 18 anys, un 6,6% entre 18 i 24, un 27,6% entre 25 i 44, un 28,1% de 45 a 60 i un 14,3% 65 anys o més.
L'edat mediana era de 41 anys. Per cada 100 dones de 18 o més anys hi havia 98,5 homes.
La renda mediana per habitatge era de 41.981 $ i la renda mediana per família de 53.885$. Els homes tenien una renda mediana de 40.205 $ mentre que les dones 26.042$. La renda per capita de la població era de 19.156$. Entorn del 4,6% de les famílies i el 6,6% de la població estaven per davall del llindar de pobresa.